# Fabiane Aires
 Fabiane Aires Boogaerdt (Campina Grande, 27 de abril de 1990) é uma ex- voleibolista indoor brasileira, chegou atuar na posição de Central conquistando a medalha de ouro no Campeonato Sul-Americano Infanto-Juvenil de 2006 no Peru, em seguida passou a atuar como jogadora de Vôlei de praia, que disputou três edições do Campeonato Mundial de Vôlei de Praia na categoria Sub-21, sendo medalhista de bronze na edição realizada do ano de 2010 na Turquia. Conquistou a medalha de bronze nos Jogos da Lusofonia de 2009 em Portugal e também alcançou o bronze nos Jogos Sul-Americanos no ano de 2009 no Uruguai e obteve o ouro na edição efetuada na Colômbia em 2010.

## Carreira
Iniciou na pratica do voleibol na fase escolar quando residia em Maceió, época que realizam treinamentos na praia, desde então passou a praticar o vôlei de praia. No ano de 2005 disputou sua primeira etapa pelo Circuito Banco do Brasil.
No ano de 2006 foi convocada pela Seleção Brasileira, indoor, para a categoria infanto-juvenil e na posição de Central disputou o Campeonato Sul-Americano nas cidades peruanas de Pucallpa,  Chosica e Lima ocasião da conquista da medalha de ouro. Já em 2007 integrou o Projeto Renovação da Confederação Brasileira de Voleibol (CBV).
Disputou a edição do Campeonato Mundial de Vôlei de Praia Sub-21 de 2007 realizado em Modena, ocasião que formou dupla com  Carolina Aragão e encerram na competição em vigésimo nono lugar.
Formou dupla com Bruna Figueiredo no Circuito Banco do Brasil de 2007 e na categoria Sub-21 com Keila Germóglio, com esta última foi vice-campeã da quinta edição do Campeonato Brasileiro de Vôlei de Praia Sub-21 de 2007 e bronze na sexta edição realizada em 2008.
Em 2009 participou pela segunda vez de uma edição do Campeonato Mundial Sub-21,sediado em Blackpool  e jogou ao lado de  Marcella Alves finalizando em quinto lugar.Ao lado de Taiana Lima conquistou a medalha de bronze nos Jogos da Lusofonia 2009 sediado em Lisboa e no mesmo ano  formou dupla com Bárbara Seixas<apenas para a competição dos I Jogos Sul-Americanos de Praia, nas cidades uruguaias de Montevidéu e Punta del Este. Com a jogadora Shaylyn Bedê conquistou o título da décima segunda etapa Circuito Estadual Banco do Brasil de 2009 realizada em Sergipe e pelo Circuito Brasileiro Banco do Brasil chegou a atuar com Ágatha Bednarczuk.
Foi convocada em 2010 para Seleção Brasileira de Vôlei de Praia, categoria Sub-21 para disputar o Campeonato Mundial desta categoria na cidade turca de Alanya e  foi ao lado de Júlia Schmidt que conquistou nesta edição a medalha de bronze; com esta formação de dupla disputou pelo Circuito Mundial a etapa Challanger  de 2010 na cidade indiana de Chennai e encerrou na quarta posição.
Ainda em 2010 disputou os Jogos Sul-Americanos de 2010 em Medellín  novamente ao lado de Júlia Schmidt e também juntas disputaram o Campeonato Mundial Universitário de Vôlei de Praia 2010, disputado em Alanya, ocasião que finalizaram na quinta colocação, mas Fabí recebeu o prêmio de Melhor Jogadora de toda competição.
Naturalizada chilena disputou o Circuito Sul-Americano de Vôlei de Praia em 2017  ao lado de Chris Vorpahl e terminando na nona posição na etapa de Coquimbo.

## Títulos e resultados
- Etapa Challenger de Chennai:2010[5]
- Etapa de Sergipe do Circuito Estadual Banco do Brasil:2009[1]
- Circuito Brasileiro de Voleibol de Praia Sub-21:2007[1]
- Circuito Brasileiro de Voleibol de Praia Sub-21:2008[1]

## Premiações Individuais
- MVP do Campeonato Mundial Universitário de Voleibol de Praia de 2010[1]